# Chrysobothris aeneifrons
Chrysobothris aeneifrons es una especie de escarabajo del género Chrysobothris, familia Buprestidae. Fue descrita científicamente por Fairmaire en 1882.